# Antoine Daniel (jésuite)
Pour les articles homonymes, voir Daniel, Antoine Daniel et Saint Antoine.
Saint Antoine Daniel, né le 27 mai 1601 à Dieppe (France) et mort assassiné le 4 juillet 1648 à Teanaustayé en Nouvelle-France (auj. en Ontario, Canada), est un prêtre jésuite et missionnaire français. Mort pour la foi (compté parmi les huit martyrs canadiens), il est canonisé en 1930 et liturgiquement commémoré le 4 juillet seul ou le 19 octobre avec les autres martyrs canadiens et le 26 septembre au Canada.

## Biographie
Daniel est étudiant en droit lorsqu'il entre au noviciat de la Compagnie de Jésus le 1er octobre 1621, à Rouen. Il enseigne à Rouen jusqu'en 1627, où il a l'occasion de préparer au baptême un jeune indien qui avait été confié aux missionnaires et envoyé en France pour y être éduqué. Cela encourage son désir de devenir missionnaire.
Après ses études de théologie (1627-1630) au collège de Clermont et l'ordination sacerdotale en 1630, il part en Nouvelle-France. Son premier poste (avec Ambroise Davost), en 1632, est sur l'île de Cap-Breton, en Nouvelle-Écosse. En 1633 il se trouve à Québec avec Brébeuf auprès duquel il apprend la langue huronne. Il entreprend avec celui-ci un premier voyage pour la Huronie en 1634. Après un trajet difficile il s'installe à Ihonatiria, aussi appelé Saint-Joseph I, pour prêcher et travailler à un dictionnaire et une grammaire de la langue huronne.
De 1636 à 1638 il est directeur de l'école pour enfants indiens à Québec. Mais il préfère le travail missionnaire direct et retourne auprès des Hurons. Daniel passe la plus grande partie de son temps dans les villages de Teanaostaye et Cahiaguie sur le lac Couchiching. Connaissant bien la langue, il enseigne aux enfants le Notre Père et le Je crois en Dieu en Huron.

## Sa mort
En juillet 1648, alors qu'il vient de rentrer à Teanaustayé, le village est attaqué par les Iroquois. Le père Daniel vient de terminer la célébration de la messe.
Il dit à ses fidèles de s'enfuir et tente une diversion pour les sauver : il saisit un crucifix et marche droit vers les Iroquois. D'abord stupéfaits, ceux-ci le criblent de flèches et l'achèvent d'un coup de mousquet. Ils le dévêtent ensuite et jettent son corps dans les flammes de la chapelle mise à feu.

## Souvenir et vénération

### Témoignages
Les amis wendats d'Antoine Daniel ont la vie sauve et témoignent ensuite au Père Ragueneau, qui en consigne le récit.
D'après Jean-Baptiste-Arthur Allaire, il apparaît deux fois, après sa mort, rayonnant de gloire, au Père Chaumonot. Une autre fois, les pères de sa communauté étant réunis en conseil chez les Hurons pour traiter des affaires de la mission, il se montre au milieu d'eux, les guidant dans leurs délibérations et les animant de l'esprit divin dont il était rempli.

### Canonisation
Le Père Antoine Daniel est canonisé par le pape Pie XI le 29 juin 1930. Il est invoqué par les catholiques sous le nom de saint Antoine Daniel. Liturgiquement, il est commémoré (avec les autres saints martyrs du Canada) le 19 octobre ou bien, seul, le 4 juillet. Une paroisse lui est dédiée à Thetford-Mines et une mission à Barrie (Ontario).

### Reliques
Des reliques d'Antoine Daniel ont été déposées à la basilique-cathédrale Notre-Dame de Québec.

## Sources bibliographiques
- J.J. Wynn: The Jesuit martyrs of North America, New-York, 1925.
- F. Potvin: Saint Antoine Daniel, martyr canadien. Plusieurs articles dans la RHAF, vol. 8, 9 et 10, (1954, 1955 et 1956).